# Sam Bankman-Fried
Pour les articles homonymes, voir Fried et SBF.
Sam Bankman-Fried, né le 5 mars 1992 à Stanford (Californie), aux États-Unis, et connu par ses initiales SBF, est un homme d'affaires et investisseur américain. 
Il est le fondateur de l'entreprise FTX, plateforme centralisée d'échange de cryptomonnaies et de son entreprise sœur Alameda Research (en), toutes deux basées aux Bahamas dans les mêmes bâtiments et enregistrées à Antigua-et-Barbuda. 
Les faillites de FTX et Alameda Research à la fin de l'année 2022 créent un scandale financier international et conduisent à son arrestation et inculpation, notamment pour fraude.

## Biographie

### Études et débuts professionnels
Fils de deux professeurs de la faculté de droit (en) de l'université Stanford, Samuel Benjamin Bankman-Fried grandit en Californie. Lors de ses études en physique et en mathématiques au Massachusetts Institute of Technology (MIT), il effectue un stage comme opérateur de marché pour Jane Street, une entreprise réputée de Wall Street, stage qui se transforme en emploi une fois ses études achevées. Alors qu'il occupe ce poste, qu’il conserve trois ans et demi entre 2014 et 2017, Sam Bankman-Fried commence à donner la moitié de son salaire à des œuvres caritatives, influencé par les thèses du philosophe William MacAskill,.

### Création d'un empire en crypto-actifs
Après avoir quitté Jane Street en 2017, Sam Bankman-Fried crée son entreprise de trading de cryptomonnaies, Alameda Research. Il loue des bureaux à Berkeley et emploie une vingtaine d'opérateurs de marché spécialisés dans le secteur en plein essor des cryptomonnaies. Travaillant jour et nuit, dormant à son bureau régulièrement, il exploite les différences de prix des actifs numériques entre les différentes régions du monde. Cette différence de cours lui permet de gagner 20 millions de dollars dans les trois premières semaines d'existence de l'entreprise. En janvier 2018, l’entreprise, qui a perfectionné sa méthode pour déplacer l'argent entre banques et internationalement, prospère en réalisant un million de dollars par jour.
En 2018, l'homme d'affaires américain réalise une conférence sur les cryptomonnaies à Macao et rencontre différents acteurs du marché. Imaginant les possibilités de revenus dans un pays dans lequel la réglementation du secteur serait plus souple, il déménage l’entreprise à Hong Kong.
En 2019, alors qu’il laisse le contrôle d'Alameda Research à sa partenaire Caroline Ellison, Sam Bankman-Fried y crée l'entreprise FTX, 80% de ses revenus, qui proviennent de la plateforme d'échange de cryptomonnaies, sont considérés comme illégaux aux États-Unis. En 2021, Sam Bankman-Fried transfère les activités de FTX et Alameda Research de Hong Kong aux Bahamas en quelques semaines à la suite d'une enquête sur la régulation du secteur des cryptomonnaies dont il est devenu une figure emblématique.
Avant ses 30 ans, SBF accumule une fortune estimée à plus de 17 milliards de dollars, faisant de lui la personne la plus riche de sa génération,. Milliardaire médiatique, il se présente de manière modeste, conduisant une Toyota Corolla, habillé en tenues de sport ou en sweat-shirts. Il se dit prêt à donner sa supposée fortune à des causes et à aider les start-ups en difficulté du secteur,,.
Engagé politiquement, Sam Bankman-Fried est l'un des principaux donateurs du Parti démocrate. Il donne plus de dix millions de dollars pour la campagne présidentielle de Joe Biden de 2020 et à nouveau plusieurs dizaines de millions lors des élections de mi-mandat de 2022.
En 2022, Sam Bankman-Fried est sélectionné par le magazine Time comme l'une des cent personnalités les plus influentes du monde. En mai, l'homme d'affaires acquiert 7,6% des parts de l'entreprise Robinhood par l'intermédiaire de la société Emergent Fidelity Technologies Ltd. basée à Antigua-et-Barbuda dont il est le seul actionnaire et qui n'est pas listée dans les sociétés mises en faillite lors de la déconfiture de FTX. En août 2022, la plateforme d'échange qu'il dirige est la troisième plus importante en termes de volume quotidien d'échange avec 9,4 milliards échangés en moyenne. L'entreprise, qui emploie environ 300 personnes, aurait réalisé un bénéfice net de 388 millions de dollars en 2021. FTX est évaluée à 32 milliards de dollars et investit dans des partenariats avec la salle du Heat de Miami, qui devient la FTX Arena, et avec le joueur de football américain Tom Brady.

### Faillite et enquêtes judiciaires
En novembre 2022, Sam Bankman-Fried démissionne de l'entreprise FTX Group qui est confrontée à un défaut de liquidités se transformant rapidement en problème de solvabilité, qui aboutit à sa faillite, entrainant Alameda Research et environ 130 sociétés appartenant à la nébuleuse FTX Group dans sa chute. L'entreprise FTX bloque alors les portefeuilles numériques d'environ 1,2 million de ses clients qui n'ont désormais plus aucun accès à leurs dépôts. SBF perd 94% de sa fortune en une journée. Ces événements mettent un terme à plusieurs mois de lobbying pour légiférer le secteur des cryptomonnaies,. Quelques jours après la faillite de l'empire de Bankman-Fried, deux enquêtes criminelles sont lancées sur celle-ci, démontrant rapidement d'importantes fautes de gestion.
Soupçonné d'avoir détourné des fonds déposés sur la plate-forme par des clients, Sam Bankman-Fried est invité à une conférence organisée par le New York Times à la fin du mois de novembre alors qu'il risque des inculpations criminelles. Il y participe à distance depuis les Bahamas, contre l'avis des avocats assurant la défense de ses intérêts, déclarant que sa fortune a été réduite à environ cent mille dollars et que les investissements de l’entreprise dans l’archipel, environ 300 millions de dollars dans l'immobilier, avaient pour objectif de recruter des talents. Le parc immobilier comprend la villa de SBF, estimée à près de 40 millions de dollars, partagée avec plusieurs cadres de l'entreprise dont Caroline Ellison, ainsi qu'une villa estimée à 16,4 millions de dollars occupée par ses parents. Au lendemain de cette conférence, interrogé par George Stephanopoulos pour Good Morning America, il se déclare responsable de la faillite de son empire par ses insuffisances dans la gestion des risques.
Il est arrêté à la demande des États-Unis le 12 décembre 2022 à Nassau, aux Bahamas, où il réside, la veille d'une audition importante au Congrès,. Le 21 décembre 2022, il accepte son extradition vers les États-Unis qui est exécutée le même jour. Trois personnes — Caroline Ellison, Gary Wang et SBF — sont inculpées de huit chefs d'accusation, dont de fraude comptable et financière, par le procureur fédéral de Manhattan. Il est rapidement remis en liberté contre une caution de 250 millions de dollars payée par ses parents chez lesquels il est assigné à résidence dans leur maison de Palo Alto jusqu'à son procès, assurant lui-même disposer de moins de cent mille dollars. Le 3 janvier 2023, devant le tribunal de New-York, il déclare plaider non coupable dans le procès de la faillite de FTX. Son procès débutera le 2 octobre 2023 et il encourt une peine maximale de cent quinze années de prison. Caroline Ellison et Gary Wang, ses deux associés et co-accusés, ont auparavant plaidé coupable.
Le 11 août 2023, Sam Bankman-Fried est remis en détention pour tentative de subornation de témoin,.
Sa demande de libération anticipée est refusée par la cour d'appel malgré les arguments de ses avocats qui souhaitent qu'il puisse examiner des documents pour sa défense.
Les accusations portent notamment sur la divulgation du journal intime de Caroline Ellison, son ex-collègue et ex-petite amie, au New York Times. Si condamné, Bankman-Fried  encoure une peine de plus de 100 ans de prison pour divers chefs d'accusation, y compris des allégations de fraude.
Fin octobre 2023, il est entendu par le jury, qui doit juger s'il est coupable ou non d’avoir fraudé en piochant dans les fonds de ses clients.
Sam Bankman-Fried  est reconnu coupable par un jury new-yorkais, jeudi 2 novembre, de tous les chefs d'accusation pour lesquels il est poursuivi, après cinq semaines d'un procès retentissant, accusé de fraude, d'association de malfaiteurs et de blanchiment d'argent. Le 28 mars 2024, le juge prononce une peine de prison de 25 ans à son encontre. Le 1er avril 2024 il annonce faire appel de cette décision. En prison pour purger  sa peine de 25 ans de prison au Centre de détention métropolitain de Brooklyn en attendant son appel, Sam Bankman-Fried cherche à publier en décembre 2024 son journal de détenu, dans lequel il décrit la vie de ses compagnons de cellule.